# Kris Clack
Kristopher George Clack, detto Kris (Austin, 6 luglio 1977), è un ex cestista statunitense.

## Caratteristiche tecniche
Di ruolo guardia o ala piccola, è stato un giocatore dotato di grande atletismo, a dispetto di un tiro da fuori non eccellente (nelle cinque annate in Italia, per esempio, non ha mai raggiunto il 30% da tre a fine anno).

## Carriera
Uscito dalla Anderson HS a livello di high school (dove nel 1995 divenne il primo nativo di Austin ad essere chiamato ad un McDonald's All-American Game) e successivamente dalla University of Texas at Austin a livello universitario, Clack venne selezionato dai Boston Celtics al secondo giro del draft NBA 1999 con la 55ª scelta assoluta.
Non riuscì tuttavia a debuttare in NBA, quindi nel gennaio 2000 firmò con i San Diego Stingrays della lega International Basketball League (IBL). Qui mise a referto 11,5 punti, 4,4 rimbalzi e 1,4 palle rubate di media.
Nel settembre 2000 superò un provino con la Pallacanestro Reggiana, formazione che all'epoca militava in Serie A2. Clack al suo primo anno in Emilia realizzò 17,4 punti tra regular season e play-off, mentre a livello di squadra la promozione in A1 sfumò beffardamente con il tiro di Ken Barlow di Livorno a un secondo dalla fine della decisiva gara 5 delle finali. Clack venne confermato anche per la stagione 2001-02, in cui Reggio Emilia continuò a giocare nella seconda serie nazionale (nel frattempo diventata Legadue): in questa stagione egli viaggiò a 13,5 punti, con i biancorossi che tuttavia persero nuovamente gara 5 delle finali play-off, questa volta contro Napoli (Clack scese in campo in tutte e cinque le partite delle finali, ma fu in parte condizionato da un infortunio muscolare patito in gara 1).
Nel luglio 2002 firmò con Napoli, ovvero la formazione che solo poche settimane prima aveva soffiato la promozione a Reggio Emilia. Nel capoluogo campano Clack ebbe una stagione fatta di alti e bassi (11,5 punti di media), culminata con il taglio per motivi disciplinari avvenuto nel febbraio 2003 complice anche il rapporto non idilliaco con il tecnico Andrea Mazzon e il fatto che il giocatore non si presentò ad un allenamento lamentando il mancato pagamento di alcuni stipendi.
Dopo una parentesi nelle minors statunitensi, nel settembre 2004 tornò a fare parte di una squadra della Legadue italiana con l'ingaggio da parte del Basket Trapani. Con i siciliani, i quali chiusero al decimo posto in classifica, Clack totalizzò 14,1 punti di media, aggiungendo 6,9 rimbalzi.
La sua ultima tappa nella Legadue italiana ebbe luogo nell'annata 2005-06, quando giocò con la canotta della Juvecaserta. Le sue medie di fine anno furono pari a 13,4 punti e 6,7 rimbalzi a partita. I bianconeri campani arrivarono terzi in regular season e uscirono alle semifinali play-off contro la Sutor Montegranaro.
Chiuse la carriera nella D-League americana, disputando 43 partite con gli Austin Toros nel 2006-07 e 9 partite con gli Albuquerque Thunderbirds nel 2008-09.

## Palmarès
- McDonald's All-American Game (1995)